# Rathin Kisku

ᱨᱚᱛᱷᱤᱱ ᱠᱤᱥᱠᱩ (Rathin Kisku)

Rathin Kisku (geboren am 22. März 1984 in einem Dorf in Westbengalen) ist ein indischer Sänger, der zur Volksgruppe der Santal gehört. Sein Musikstil bewegt sich zwischen Baul- und traditioneller Santal-Musik, was ihm den Spitznamen adivasi Baul einbrachte. Er ist vor allem in Westbengalen für seine Live-Auftritte bekannt, war aber auch schon wiederholt im Fernsehen zu sehen oder in unterschiedlichen Radioprogrammen zu hören und veröffentlichte mehrere CDs und Videos.

## Leben und Werk
Rathin Kisku wurde in einem kleinen Santaldorf nahe Santiniketan geboren. Diese Gegend ist von dem Einfluss Rabindranath Tagores geprägt, der lange in Santiniketan wohnte. Sein ehemaliges Wohnhaus ist heute Museum und Anziehungspunkt für Touristen. Santinitekan gilt ebenfalls als eines der Zentren des Baul. In seiner Schulzeit beteiligte Rathin Kisku sich häufig an lokalen Kulturveranstaltungen. Er brach die Schule zunächst ohne Abschluss ab, konnte aber eine Gesangsausbildung in klassischem Hindustani Gesang erhalten und holte später seinen Schulabschluss nach. Seine erste CD veröffentlichte Rathin Kisku 2007 über das Goethe-Institut in Kalkutta. Bereits zuvor war er der Hauptsänger auf der von dem Ghosaldanga Bishnubati Adibasi Trust veröffentlichten CD Santal Songs of Santiniketan. Rathin Kisku veröffentlichte weitere CDs bei dem in Indien angesehenen Musikverlag Saregama.
In Europa wurde er 2005 durch einen Auftritt bei ARTE bekannt. 2005 und 2008 unternahm er mit Unterstützung durch Martin Kämpchen Konzertreisen durch Deutschland und Österreich. Bei der ersten dieser Reisen trat er auch im Schweizer Radio DRS 2 auf. 2007 unternahm der Sänger eine Konzertreise nach Bangladesch, wo er unter anderem in Dhaka gemeinsam mit Anusheh auftrat. Diese Konzertreise wurde wiederum vom Goethe-Institut unterstützt. 2008 galt er bei der ersten Verleihung der Santhali Filmfare Awards als Star des Abends. Rathin Kisku trat wiederholt in indischen Radio- und Fernsehprogrammen auf. Der Sänger ist verheiratet und lebt in Bolpur.
Mit seiner Fusion traditioneller Santalmusik mit mehr dem Mainstream entsprechenden indischen Musikstilen gilt Rathin Kisku gilt als Beispiel eines modernen jungen Santalmannes, der Tradition mit den Anforderungen der heutigen Zeit in Balance bringt und damit als Vorbild.